# Thriplow
Thriplow – wieś w Anglii, w hrabstwie Cambridgeshire, w dystrykcie South Cambridgeshire. Leży 12 km na południe od miasta Cambridge i 68 km na północ od Londynu. Miejscowość liczy 847 mieszkańców.